# Summit NATO

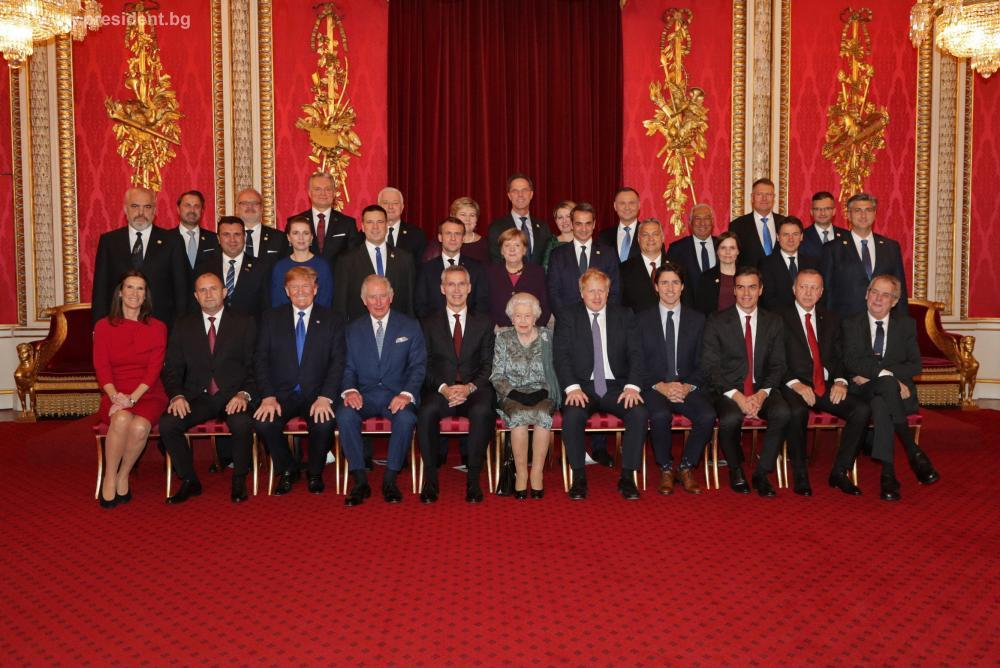
Fotografie cu șefii de stat și șefii de guvern prezenți la.

Un summit NATO este o reuniune la nivel înalt între șefii de stat și șefii de guvern ai țărilor membre NATO al cărei scop este evaluarea și formularea unei direcții strategice pentru activitățile alianței.
Summiturile NATO nu sunt întâlniri regulate asemănătoare celor interministeriale, ci sunt mai degrabă momente importante ale procesului decizional al alianței. Scopul acestor întâlniri este propunerea de noi politici, invitarea unor noi membri în organizație, lansarea unor noi inițiative importante și dezvoltarea unor parteneriate cu țări din afara NATO.

## Țări participante
Următoarea listă cuprinde toate statele membre NATO care au participat la un summit NATO, primul fiind desfășurat în 1957:
- Albania
- Belgium
- Bulgaria
- Canada
- Croatia
- Czech Republic
- Denmark
- Estonia
- France
- Germany
- Greece
- Hungary
- Iceland
- Italy
- Latvia
- Lithuania
- Luxembourg
- Montenegro
- Netherlands
- North Macedonia
- Norway
- Poland
- Portugal
- Romania
- Slovakia
- Slovenia
- Spain
- Turkey
- United Kingdom
- United States of America

## Lista summiturilor NATO
De la înființarea NATO în 1949, au fost organizate în total treizeci și unu de summituri; ultimul dintre acestea a fost summitul de la Bruxelles din iunie 2021. Doar întâlnirile obișnuite au primit un număr oficial, excluzând astfel summiturile excepționale din 2001 de la sediul NATO și din martie 2022 de la Bruxelles.
Următorul summit NATO va avea loc în Vilnius, Lituania, în perioada 11-12 iulie 2023.
| An   | Data            | Țară             | Oraș               | Liderul gazdă                                         |
| ---- | --------------- | ---------------- | ------------------ | ----------------------------------------------------- |
| 1957 | 16–19 decembrie | Franța           | Paris              | Președintele René Coty                                |
| 1974 | 26 iunie        | Belgia           | Bruxelles          | Prim-ministrul Leo Tindemans                          |
| 1975 | 29–30 mai       | Belgia           | Bruxelles          | Prim-ministrul Leo Tindemans                          |
| 1977 | 10–11 mai       | Regatul Unit     | Londra             | Prim-ministrul James Callaghan                        |
| 1978 | 30–31 mai       | Statele Unite    | Washington, D.C.   | Președintele Jimmy Carter                             |
| 1982 | 10 iunie        | Germania de Vest | Bonn               | Cancelarul Helmut Schmidt                             |
| 1985 | 21 noiembrie    | Belgia           | Bruxelles          | Prim-ministrul Wilfried Martens                       |
| 1988 | 2–3 martie      | Belgia           | Bruxelles          | Prim-ministrul Wilfried Martens                       |
| 1989 | 29–30 mai       | Belgia           | Bruxelles          | Prim-ministrul Wilfried Martens                       |
| 1989 | 4 decembrie     | Belgia           | Bruxelles          | Prim-ministrul Wilfried Martens                       |
| 1990 | 5–6 iulie       | Regatul Unit     | Londra             | Prim-ministrul Margaret Thatcher                      |
| 1991 | 7–8 noiembrie   | Italia           | Roma               | Prim-ministrul Giulio Andreotti                       |
| 1994 | 10–11 ianuarie  | Belgia           | Bruxelles          | Prim-ministrul Jean-Luc Dehaene                       |
| 1997 | 27 mai          | Franța           | Paris              | Președintele Jacques Chirac                           |
| 1997 | 8–9 iulie       | Spania           | Madrid             | Prim-ministrul José María Aznar                       |
| 1999 | 23–25 aprilie   | Statele Unite    | Washington, D.C.   | Președintele Bill Clinton                             |
| 2001 | 13 iunie        | Belgia           | Bruxelles          | Secretarul general George Robertson                   |
| 2002 | 28 mai          | Italia           | Roma               | Prim-ministrul Silvio Berlusconi                      |
| 2002 | 21–22 noiembrie | Republica Cehă   | Praga              | Prim-ministrul Vladimír Špidla                        |
| 2004 | 28–29 iunie     | Turcia           | Istanbul           | Prim-ministrul Recep Tayyip Erdoğan                   |
| 2005 | 22 februarie    | Belgia           | Bruxelles          | Prim-ministrul Guy Verhofstadt                        |
| 2006 | 28–29 noiembrie | Letonia          | Riga               | Prim-ministrul Aigars Kalvītis                        |
| 2008 | 2–4 aprilie     | România          | București          | Preșsedintele Traian Băsescu                          |
| 2009 | 2–3 aprilie     | Franța Germania  | StrasbourgKehl     | Președintele Nicolas Sarkozy Cancelarul Angela Merkel |
| 2010 | 19–20 noiembrie | Portugalia       | Lisabona           | Prim-ministrul José Sócrates                          |
| 2012 | 20–21 mai       | Statele Unite    | Chicago            | Președintele Barack Obama                             |
| 2014 | 4–5 septembrie  | United Kingdom   | Newport și Cardiff | Prim-ministrul David Cameron                          |
| 2016 | 8–9 iulie       | Polonia          | Varșovia           | Preșdintele Andrzej Duda                              |
| 2017 | 25 mai          | Belgia           | Bruxelles          | Prim-ministrul Charles Michel                         |
| 2018 | 11–12 iulie     | Belgia           | Bruxelles          | Secretarul general Jens Stoltenberg                   |
| 2019 | 3–4 decembrie   | Regatul Unit     | Watford            | Prim-ministrul Boris Johnson                          |
| 2021 | 14 iunie        | Belgia           | Bruxelles          | Secretarul general Jens Stoltenberg                   |
| 2022 | 25 februarie    | Summit virtual   | Summit virtual     | Secretarul general Jens Stoltenberg                   |
| 2022 | 24 martie       | Belgia           | Bruxelles          | Secretarul general Jens Stoltenberg                   |
| 2022 | 28–30 iunie     | Spania           | Madrid             | Prim-ministrul Pedro Sánchez                          |
| 2023 | 11–12 iulie     | Lituania         | Vilnius            | Președintele Gitanas Nausėda                          |